# Glàucies (metge)
Glàucies (en llatí Glaucias, en grec Γλαυκίας) fou un metge grec del grup dels empírics. Va viure abans d'Heràclides de Tàrent i després de Serapió d'Alexandria és a dir entre el segle III aC i el segle ii aC.
L'esmenta Galè, que diu que va ser un dels primers comentaristes d'Hipòcrates, i també que va escriure un glossari alfabètic sobre les paraules difícils que es troben en els textos hipocràtics. Plini menciona un Glàucies metge, però es desconeix si era el mateix.